# Bagnes
Bagnes (en alemán Bangis) es una comuna suiza del cantón del Valais, localizada en el distrito de Entremont. 

## Generalidades
La comuna de Bagnes fue hasta principios de 2009 la más grande de toda Suiza, con una superficie total de 282.2 kilómetros, comparable a la superficie del cantón de Ginebra (282 km) y superior a la del cantón de Zug (238 km), título detenido actualmente por Davos tras su fusión con la comuna de Wiesen.
Con sus 7000 habitantes, la comuna de Bagnes ocupa a nivel cantonal el séptimo lugar en cuanto a población se refiere, justo después de las comunas del Valle del Ródano, lo que también la ubica como primera comuna de montaña del cantón.

## Geografía
Limita al norte con las comuna des Saxon, Riddes y Nendaz, al este con Hérémence y Evolène, al sur con Bionaz (ITA-AO) y Ollomont (ITA-AO), y al occidente con Bourg-Saint-Pierre, Liddes, Orsières, Sembrancher y Vollèges.
La comuna es conocida por sus múltiples estaciones de esquí, la más conocida y visitada es Verbier. Las localidades de Bruson, Champsec, Cotterg, Fionnay, Fontenelle, Le Chable, Le Haut, Le Martinet, Le Sappey, Les Creux, Les Morgnes, Lourtier, Mauvoisin, Médières, Montagnier, Patier, Prarreyer, Sarreyer, Verbier, Verbier village, Versegeres y Villette, forman parte del territorio comunal.